# Маріетте Шааке
Маріетте Шааке (нід. Marietje Schaake; нар. 28 жовтня 1978, Лейден) — нідерландський політик, депутат Європейського парламенту з 2009. Член партії «Демократи 66».
Вона вивчала гуманітарні науки в Університет Віттенберга (Огайо, США) і соціологію в Амстердамському університеті. Після отримання освіти, Шааке працювала незалежним консультантом.